# 熊本市立植木北中学校
熊本市立植木北中学校（くまもとしりつ うえききたちゅうがっこう）は、熊本県熊本市北区植木町舟島にある公立中学校。
かつては植木町に属していた事から植木町立の学校であったが、2010年3月に熊本市編入に伴い熊本市立となった。

## 沿革
- 1986年（昭和63年）4月1日 - 植木町立吉松中学校と植木町立田底中学校を統合し植木町立植木北中学校発足。
- 2010年（平成22年）3月23日 - 熊本市編入に伴い熊本市立植木北中学校となる。

## 部活動
- サッカー部
- バスケ部
- バレー部
- 美術部
- 太鼓部
- 音楽部